# Estación de Verviers-Central
La estación de Verviers-Central es una estación de tren belga situada en Verviers, en la provincia de Lieja, región Valona.
Pertenece a la línea  de S-Trein Lieja.

## Situación ferroviaria
La estación se encuentra en la línea 37 (Lieja-Hergenrath).

## Intermodalidad
| Línea | Procedencia               | Parada                 | Destino                        |
| ----- | ------------------------- | ---------------------- | ------------------------------ |
| 69    | LIÈGE Gare Léopold        | VERVIERS Gare Centrale | VERVIERS Gare Centrale         |
| 138   | LIÈGE Guillemins          | VERVIERS Gare Centrale | VERVIERS Gare Centrale         |
| 288   | VERVIERS Palais           | VERVIERS Gare Centrale | SOIRON Moulin                  |
| 294   | VERVIERS Gare Centrale    | VERVIERS Gare Centrale | TROIS-PONTS Gare               |
| 388   | VERVIERS Palais           | VERVIERS Gare Centrale | SPA Pompea                     |
| 390   | VERVIERS Gare Centrale    | VERVIERS Gare Centrale | ROCHERATH Wahlerscheiderstraße |
| 393   | VERVIERS Gare Centrale    | VERVIERS Gare Centrale | CHARNEUX Village               |
| 395   | VERVIERS Gare Centrale    | VERVIERS Gare Centrale | SANKT-VITH An den Linden       |
| 703   | ENSIVAL Place             | VERVIERS Gare Centrale | JEHANSTER Terminus             |
| 706   | ENSIVAL Champ des Oiseaux | VERVIERS Gare Centrale | HEUSY Cheval Blanc             |
| 707   | SOMMELEVILLE Place Verte  | VERVIERS Gare Centrale | PEPINSTER Athénée              |
| 717   | VERVIERS Gare Centrale    | VERVIERS Gare Centrale | ANDRIMONT Piénesses            |
| 724   | VERVIERS Gare Centrale    | VERVIERS Gare Centrale | EUPEN Bushof                   |
| 725   | VERVIERS Gare Centrale    | VERVIERS Gare Centrale | EUPEN Bellmerin                |
| 727   | VERVIERS Palais           | VERVIERS Gare Centrale | HOUSSONLOGE Église             |
| 738   | VERVIERS Gare Centrale    | VERVIERS Gare Centrale | AUPEN Place de la Victoire     |